# FWC Cars
FWC Cars war ein britischer Hersteller von Automobilen.

## Unternehmensgeschichte
Chris Faulkener, Dick Weed und Tony Chappell gründeten 1971 das Unternehmen in Langley. Der Ort lag damals in der Grafschaft Buckinghamshire. Die Initialen ihrer Nachnamen ergaben den Firmennamen. Sie begannen mit der Produktion von Automobilen und Kits. Der Markenname lautete Zita. Weed und Chappell verließen das Unternehmen vorzeitig. 1972 endete die Produktion. Insgesamt entstanden zwei Exemplare.

## Fahrzeuge
Das einzige Modell war der ZS. Die Basis bildete ein selbst entwickeltes Fahrgestell. Darauf wurde eine Coupé-Karosserie aus Fiberglas montiert. Die Windschutzscheibe kam vom Vauxhall Viva. Ein Vierzylinder-Boxermotor vom VW Käfer trieb das Fahrzeug an. Alternativ war auch ein Motor von der British Motor Corporation mit 1800 cm³ Hubraum vorgesehen.